# Ctenizidae
Los ctenízidos (Ctenizidae, del griego ktenos, "peine"), comúnmente conocidos como arañas trampilla (en inglés: trapdoor spider), son una familia de arañas migalomorfas, la única representante de la superfamilia de los ctenizoideos (Ctenizoidea).

## Características generales
Son arañas de medida media y excavan madrigueras que cierran con una tapadera hecha de tierra, vegetación y seda que le confieren un camuflaje muy eficaz. La escotilla queda fijada con seda a un lado.
De hábitos nocturnos, esperan a la presa aguantándose en la otra banda de la tapadera. Los insectos y otros artrópodos son capturados cuando se acercan, detectados por las vibraciones que emiten.
A diferencia de otros migalomorfos, los ctenízidos tienen un rastellum en el quelícero que utilizan para cavar y recoger tierra mientras construyen su madriguera. Utilizan sus pedipalpos y el primer par de patas para cerrar la tapadera cuando son molestadas.
Los machos de los ctenízidos anulan las reacciones agresivas de las hembras, pero no se conoce bien el mecanismo. Las hembras nunca se alejan de la madriguera, donde guardan los huevos en sacos.
Entre los enemigos de los ctenízidos destacan los pompílidos, avispas que entran en la madriguera, pican a la araña, que queda inmovilizada, y ponen los huevos en su cuerpo inerte. Normalmente ponen uno por araña, cuyo cuerpo servirá de alimento a la larva.

## Sistemática
La categorización en subfamilias sigue las propuestas de Joel Hallan en su Biology Catalog.
- Ctenizinae
  - Cteniza (Europa, Asia Central)
  - Bothriocyrtum (EUA, México, Taiwán)
  - Cyclocosmia (EUA hasta Guatemala, Tailandia, China)
  - Cyrtocarenum (Grecia, Turquía)
  - Latouchia (Ásia)
  - Stasimopus (Sur África)

- Pachylomerinae
  - Conothele (Nueva Zelanda, Australia)
  - Hebestatis (Costa Rica, EUA)
  - Ummidia (América, Mediterráneo, Japón, Taiwán)

Según The World Spider Catalog 12.5:
- Bothriocyrtum Simon, 1891
- Conothele Thorell, 1878
- Cteniza Latreille, 1829
- Cyclocosmia Ausserer, 1871
- Cyrtocarenum Ausserer, 1871
- Hebestatis Simon, 1903
- Latouchia Pocock, 1901
- Stasimopus Simon, 1892
- Ummidia Thorell, 1875
- †Baltocteniza Eskov & Zonstein, 2000
- †Electrocteniza Eskov & Zonstein, 2000

Algunos aspectos de su taxonomía están actualmente en discusión, especialmente en los Estados Unidos, y muchas especies del género Ummidia están por describir. Otros géneros de ctenízidos pueden ser más comunes de lo que se puede llegar a pensar, pero son poco conocidos por sus costumbres esquivas.
El género Cyclocosmia agrupa a cuatro especies que se encuentran respectivamente e Florida, Georgia, México y China. Esta distribución discontinua indica que su proceso de especiación fue resultado de la deriva continental. Es un género con características especiales, con una placa endurecida en el opistosoma, que parece que actúa como segunda tapadera cuando se necesita repeler a algún pompílido.